# 토칸틴스저녁쥐
토칸틴스저녁쥐(Calomys tocantinsi)는 비단털쥐과에 속하는 남아메리카 설치류이다. 브라질에서 발견된다. 핵형은 2n=46, FNa=66이다.